# Gare de Yasuda
La gare de Yasuda (安田駅, Yasuda-eki) est une gare ferroviaire japonaise située sur le territoire de la ville de Kashiwazaki, dans la préfecture de Niigata. Elle est exploitée par la East Japan Railway Company (JR East) et dessert notamment l'université Niigata Sangyo.

## Situation ferroviaire
La gare de Yasuda est desservie par la ligne principale Shin'etsu et est située à 42,2 km de la gare de Naoetsu, terminus de la ligne.

## Histoire
La gare de Yasuda a été mise en service le 10 décembre 1899. Avec la privatisation des chemins de fer nationaux japonais (JNR), la gare est passée sous le contrôle de JR East le 1er avril 1987.
Au cours de 2015, la gare a été utilisée par une moyenne de 296 passagers par jour.

## Service des voyageurs

### Accueil
La gare dispose d'un bâtiment et de deux quais. Une passerelle permet la traversée des voies et le passage d'un quai à l'autre.

### Desserte
- Ligne principale Shin'etsu :
  - voie 1 : direction Nagaoka et Niigata
  - voie 2 : direction Naoetsu